# Alex Wimmers
Alex Michael Wimmers (né le 1er novembre 1988 à Cincinnati, Ohio, États-Unis) est un lanceur droitier de la Ligue majeure de baseball.

## Carrière
Joueur des Buckeyes de l'université d'État de l'Ohio, Alex Wimmers est le 21e athlète sélectionné au total lors du repêchage 2010 des joueurs amateurs et est le choix de premier tour des Twins du Minnesota. Il perçoit 1,332 million de dollars comme prime à la signature de son premier contrat avec les Twins.
Il commence sa carrière professionnelle en ligues mineures en 2010 mais sa progression est ralentie par une opération Tommy John au coude droit durant l'été 2012.
Il fait ses débuts dans le baseball majeur le 26 août 2016 avec Minnesota. À sa première année, il effectue 16 sorties comme lanceur de relève et affiche une moyenne de points mérités de 4,15 en 17 manches et un tiers. Il apparaît dans 6 matchs des Twins en 2017.
En décembre 2017, il est mis sous contrat par les Marlins de Miami.